# Шмаково (Новосибирская область)
Шмаково — деревня в Тогучинском районе Новосибирской области. Входит в состав Репьёвского сельсовета.

## География
Площадь деревни — 61 гектаров.

## Население
| 2002 | 2007 | 2010 |
| ---- | ---- | ---- |
| 215  | ↘214 | ↗230 |

## Инфраструктура
В деревне по данным на 2007 год функционирует 1 учреждение здравоохранения.